# 김재근 (1920년)
김재근(金在瑾, 1920년 1월 25일, 평안남도 용강 ~ 1999년 4월 9일)은 조선공학자, 서울대학교 명예교수다.

## 학력
- 1943.09               경성제국대학 이공학부 기계공학과 졸업
- 1954.03 ∼ 1955.02 미국 매사추세츠 공과대학교 조선공학과 연구원(Visiting Fellow)
- 1968.02               서울대학교 대학원 공학 박사

## 주요경력
- 1946 ~ 1949   한국해양대학교 조선학과 교수
- 1949             서울대학교 조선공학과 조교수
- 1951             국방부 과학기술연구소 제1과장
- 1957             인하공업대학 조선공학과 교수
- 1986             서울대학교 명예교수
- 1960 ~ 1965  한국선급협회 부회장
- 1960 ~ 1970  대한조선학회 회장
- 1965 ~ 1979   한국선급협회 회장
- 1969 ~ 1985  서울대학교 조선공학과 교수
- 1975            한국과학기술단체총연합회 이사
- 1976 ~ 1980   한국선박해양연구소 부이사장

## 생애 및 공적
1920년 평안남도 용강에서 태어났다. 본관 개성. 덕동보통학교, 평양고등보통학교를 졸업한후, 1938년 경성제국대학 이공학부 1기생으로 입학해 기계공학을 전공하고, 1943년 9월 졸업했다. 국립해양대학(현 한국해양대학교) 학장이었던 이시형의 소개로 1946년 10월부터 동 대학에서 조선공학에 대한 강의를 맡게 되었고 해양대학에서 1기 졸업생을 배출시킨 뒤, 서울대로 자리를 옮긴다.
1949년 서울대 최초의 조선공학 담당 교수를 맡아 조선공학과 창설을 주도했고 거의 모든 과목을 독학으로 익혀 수많은 후학들을 배출했다. 1952년에는 대한조선학회의 창립을 주도하고 창립이사와 회장을 맡아 조선공학의 교육과 연구 환경을 조성했고, 회장 재임 시절 대한조선학회지를 창간했다. 1953년 대한민국 문교부에서 선발한 제1회 관비유학교수단 10명 중 한 명으로 뽑혔으며, 1954년 3월부터 1년간 미국 매사추세츠 공과대학교에서 방문연구원 자격으로 수학했다. 미국에서 현대적인 조선공학 체계를 수학하고 돌아와 국내에 정착시켰으며 현대적 조선공학 교육과 연구의 기틀을 마련하고 여러 대학의 조선공학과 설립을 지원했다.
조선기계제작소에서 쌓은 선박설계 경험을 현대적 체계로 다듬고 이를 가르쳐 한국 선박의 기본설계를 독자적으로 수행할 수 있는 기틀을 마련했으며, 국제 활동이 어려웠던 1950년대부터 세계어선회의(IPFC), 국제선형시험수조회의(ITTC), 국제해사기구(IMO), 국제선박해양구조회의(ISSC) 등 조선공학 분야의 대표적인 국제회의에 참가해 한국 대표로 활동하면서 대한민국의 조선공학 기술이 국제사회에 진출하는데 힘썼다.
1970년대부터 퇴임 이후까지 한국 고대 선박의 역사에 관심을 두어 거북선을 비롯한 조선시대의 군선에 관한 연구를 집중적으로 진행해 많은 논문과 저서를 남겼다. 1974년 ‘거북선의 조선학적 고찰’을 필두로 1983년 ‘이조말기의 군선’에 이르기까지 잇따른 그의 조선시대 선박에 관한 조선공학적인 실증적 연구는 국내외에서 높은 학문적 가치를 인정받았다. 1985년 서울대학교를 정년퇴임한 후 다음해부터 동 대학의 명예교수로 활동했다. 그의 후학들은 조선산업 발전에 크게 공헌한 자를 표창하기 위해 김 박사의 호를 딴 ‘우암상’을 1998년 12월에 지정했다.
퇴임한 이후에도 선박사에 대한 연구에 몰두했던 그는 1999년 79세의 나이로 세상을 떠났다.

### 조선공학연구 업적
선박설계에 실험적 방법을 적용하여 한국의 선박을 개선했으며, 한국선급협회가 세계적인 선급기관으로 성장하는데 힘을 보탰고, 정부간 해사자문기구(현 국제해사기구) 기술회의에 정부 대표로 참석하여
조선공학 및 조선행정에 있어서 우리나라의 국제적인 지위와 토대를 구축하기 위해 힘썼다. 공로를 인정받아 2006년 과학기술인 명예의 전당에 헌정되었으며, 2017년 과학기술유공자로 선정되었다.

## 저서 및 논문
- ‘연안객선에 있어서 대형 구상선수가 조파저항 감소에 미치는 영향에 관한 실험적인 연구’(1968년)
- ‘거북선의 조선학적 고찰’(1974년)
- ‘이조말기의 군선’(1983년)

## 상훈
- 1972  국민훈장 동백장
- 1985  국민훈장 모란장
- 2006  제16회 과학기술인 명예의 전당 헌정 대상

## 참고자료
대한민국 과학기술유공자 홈페이지 